# Rhineland (Texas)
Rhineland ist ein gemeindefreies Gebiet im Knox County in Texas in den USA.

## Demografie
Im Jahr 2000 hatte das Gebiet eine geschätzte Bevölkerung von 100.

## Geschichte
Die Ansiedlung wurde am 1. Februar 1895 offiziell gegründet, als der Landvertrag zwischen JC League und den in Deutschland geborenen Katholiken Pater Joseph R. Reisdorff und Hugh Herchenbach notariell beurkundet wurde. Das 49 km² große Grundstück wurde als Kolonie für die deutschen Katholiken beworben und nach dem deutschen Rheinland benannt. 1899 wurde das erste Schulhaus gebaut. 1926 wurde ein größeres, gemauertes Schulgebäude errichtet, das eine öffentliche Bildung durch die High School ermöglichte. Einige Schüler besuchten eine örtliche Pfarrschule.
1950 hatte das Gebiet etwa 75 Einwohner. Im Laufe der Jahre verzeichnete die Gemeinde einen leichten Bevölkerungszuwachs, aber die Zahl der Unternehmen ging zurück. 1980 betrug die geschätzte Einwohnerzahl in Rhineland 196. Bis 2000 waren es 100.

## Name
Der Name kommt vom deutschen Rheinland.